# Bezirk Časlau
Der Bezirk Časlau (tschechisch Okresní hejtmanství Čáslav) war ein Politischer Bezirk im Königreich Böhmen. Der Bezirk umfasste Gebiete in Mittelböhmen im Okres Kutná Hora (Středočeský kraj). Sitz der Bezirkshauptmannschaft war die Stadt Časlau (Čáslav). Das Gebiet gehörte seit 1918 zur neu gegründeten Tschechoslowakei und ist seit 1993 Teil Tschechiens.

## Geschichte
Die modernen, politischen Bezirke der Habsburgermonarchie wurden 1868 im Zuge der Trennung der politischen von der judikativen Verwaltung geschaffen.
Der Bezirk Časlau wurde 1868 aus den Gerichtsbezirken Habern (tschechisch soudní okres Habry) und Časlau (Časlav) gebildet.
Im Bezirk Časlau lebten 1869 61.064 Personen, wobei der Bezirk ein Gebiet von 10,5 Quadratmeilen und 104 Gemeinden umfasste.
1900 beherbergte der Bezirk 63.838 Menschen, die auf einer Fläche von 603,28 km² bzw. in 108 Gemeinde lebten.
Der Bezirk Časlau umfasste 1910 eine Fläche von 603,26 km² und beherbergte eine Bevölkerung von 64.224 Personen. Von den Einwohnern hatten 1910 237 Deutsch und 63.876 Tschechisch als Umgangssprache angegeben. Weiters lebten im Bezirk 111 Anderssprachige oder Staatsfremde. Zum Bezirk gehörten zwei Gerichtsbezirke mit insgesamt 111 Gemeinden bzw. 134 Katastralgemeinden.

## Gemeinden
Der Bezirk Časlau umfasste Ende 1914 die 111 Gemeinden Damírov (Damirow), Dobrovítov (Dobrowitow), Dolní Bučice (Unterbučitz), Drobovice (Drobowitz), Frydnava (Friedenau), Golčův Jeníkov (Goltschjenikau), Habry (Habern), Heřmanice (Heřmanitz), Horka (Horka), Horní Bučice (Oberbučitz), Horušice (Horuschitz), Hošťalovice (Hošťalowitz), Hostkovice (Hoskowitz), Hostovlice (Hostaulitz), Hostovlice (Hostoulitz), Hraběšín (Hrabeschin), Jiřikov (Jiřikow), Kámen (Steinsdorf), Klášter (Kloster), Klucké Chválovice (Kluker Chwalowitz), Kluky (Kluk), Kněž (Kněž), Kněžice (Kněžitz), Kozohlody (Kozohlod), Kraskov (Kaskow), Krchlebská Lhota (Lhota Krchleb), Krchleby (Krchleb), Kunemil (Kunemil), Leškovice (Leschkowitz), Leština (Leschtina), Licoměřice (Licoměřitz), Lipovec (Lipowetz), Litošice (Litoschitz), Lohov (Lohow), Loučice (Loučitz), Lučice (Lučitz), Malčín (Malčin), Míčov (Mičow), Miřátky (Miřatek), Mladotice (Mladotitz), Močovice (Močowitz), Morašice (Moraschitz), Moravany (Morawan), Nasavrky (Nassawrk), Nová Lhota (Neulhota), Nová Ves (Neudorf), Opatovice (Opatowitz), Pařížov (Pařižow), Podhořany (Podhořan), Podmoky (Podmok), Pohled (Pohled), Potěhy (Potěch), Přibyslavice (Přibislawitz), Proseč (Proseč), Radostín (Radostin), Římovice (Řimowitz), Rohozec (Rohosetz), Ronov nad Doubravou (Ronow an der Doubrawa), Rybníček (Rybniček), Sauňov (Sauňow), Smrdov (Smrdow), Schořov (Schořow), Sebestenice (Sebestenitz), Semtěš (Semtsch), Sirakovice (Sirakowitz), Skoranov (Skoranow), Skryje (Skrej), Skuhrov (Skuhrow), Sobolusky (Sobolusk), Spytice (Spititz), Starkoč (Starkoč), Štěpánov (Stěpanow), Stuparovice (Stuparowitz), Sulovice (Sulowitz), Tis (Tis), Třebonín (Třebonin), Třemošnice (Třemoschnitz), Tupadly (Tupadl), Turkovice (Turkowitz), Vilímov (Wilimow), Vinaře (Winař), Vlačice (Wlačitz), Vlkaneč (Wlkaneč), Vodranty (Wodrant), Volšany (Wolschan), Vrdy (Wrdy), Žáky (Žak), Zařičany (Zařičan), Závratec (Zawratetz), Zboží (Zboži), Zbudovice (Zbudowitz), Zbyslav (Zbyslau), Zbýšov (Zbeischow), Zehuby (Zehub), Žehušice (Sehuschitz), Žlebské Chválovice (Žleber Chwalowitz), Žleby (Žleb) und Zvěstovice (Zwěstowitz).